# Helenavaart
De Helenavaart is een kanaal in de Peel (Nederland), deels in de provincie Brabant, deels in Limburg.
De Helenavaart is een zijkanaal van de Noordervaart dat begint ten zuiden van Meijel en dan, parallel aan het Kanaal van Deurne, in noordelijke richting loopt. De Helenavaart zowel als het Kanaal van Deurne zijn al lang geleden gesloten als vaarwater. Enkele jaren geleden werd ook het oosten van de Noordervaart met het haventje van Beringe voor het scheepvaartverkeer gesloten.
Daar de concessie Helenaveen een smalle strook langs de grens van Limburg betrof, volgt de Helenavaart de bochten in de provinciegrens richting Helenaveen. Tussen Helenaveen en Griendtsveen maakt het kanaal een haakse bocht naar een gebied in de gemeente Horst aan de Maas en volgt de provinciegrens verder noordwaarts, maar nu aan de Limburgse kant. Het Kanaal van Deurne volgt een meer noordwestelijke richting.
De Helenavaart loopt na Helenaveen tussen de Mariapeel en de Deurnsche Peel door. Vroeger kwamen er vele voor de turfwinning aangelegde zijkanalen (wijken) op uit, maar veel daarvan zijn tegenwoordig afgedamd in verband met de veranderende waterhuishouding. Vlak voor het dorp Griendtsveen verenigt de Helenavaart zich met het Kanaal van Deurne en gaat daarbij over in het Peel- of Defensiekanaal.
De Helenavaart is 15,7 km lang en is gegraven van 1853-1880 door de Maatschappij Helenaveen om turf af te voeren uit verveningsgebieden en ter ontwatering van het veengebied.